# Distribución zeta
En teoría de la probabilidad, la distribución zeta es una distribución de probabilidad definida sobre los números naturales con función de probabilidad
{\displaystyle P(X=x)={\frac {x^{-s}}{\zeta (s)}},}
donde {\displaystyle s>1\,} es un parámetro que mide la velocidad de decaimiento. Recibe su nombre de la función zeta de Riemann,
{\displaystyle \zeta (s)=\sum _{n=1}^{\infty }{\frac {1}{n^{s}}}.}
Se trata del equivalente discreto de la distribución Pareto.
La distribución zeta fue utilizada por el economista italiano Vilfredo Pareto
(1848-1923) para estudiar la distribución de los ingresos familiares de un país determinado.
- Datos: Q196825